# František Šimůnek
František Šimůnek (* 2. Dezember 1910 in Zlatá Olešnice; † 17. Juli 1989) war ein tschechoslowakischer Skisportler, der in den nordischen Skidisziplinen Skilanglauf, Skispringen und Nordische Kombination aktiv war.

## Werdegang
Šimůnek startete bei den Nordischen Skiweltmeisterschaften 1931 in Oberhof, verpasste aber im Skispringen mit Sprüngen auf 54 und 50,5 Meter die Top 60 deutlich. Ein Jahr später bei den Olympischen Winterspielen 1932 in Lake Placid erreichte er im Einzelspringen Rang 23. Im folgenden Einzelwettbewerb der Nordischen Kombination landete er nach guten Leistungen im Skilanglauf und im Springen den achten Platz.
In Innsbruck gelang ihm bei den Nordischen Skiweltmeisterschaften 1933 gemeinsam mit Cyril Musil, Vladimír Novák und Antonín Bartoň der Gewinn der Silbermedaille mit der 4 × 10-km-Skilanglaufstaffel. Im Skispringen gehörte er nicht zum Kader. Im Skilanglauf-Einzel über 18 km landete er auf dem 10. Platz.
Bei den Nordischen Skiweltmeisterschaften 1935 in Vysoké Tatry belegte Šimůnek im Skisprung-Einzel Rang 31. Ein weiteres Jahr später gehörte er bei den Olympischen Winterspielen 1936 in Garmisch-Partenkirchen erneut zum tschechoslowakischen Kader. Erstmals startete er in allen drei nordischen Disziplinen. Im Skilanglauf über 18 km verpasste er als Elfter nur knapp die Top 10. Nachdem er im Einzel der Kombination auf dem fünften Platz landete, erreichte er gemeinsam mit Cyril Musil, Gustl Berauer und Lukáš Mihalák diesen Platz auch mit der Skilanglaufstaffel.
Auch ein Jahr später startete er mit Musil, Berauer und als neuem Mannschaftsmitglied erstmals Rudolf Vrána bei den Nordischen Skiweltmeisterschaften 1937 in Chamonix. Erneut reichte es hinter Norwegen, Finnland, Italien und Schweden nur zu Rang fünf.
Bei den Nordischen Skiweltmeisterschaften 1938 in Lahti verpasste Šimůnek erneut im Skispringen die Top 50 deutlich. Nach einer zwangsweisen Pause durch den Zweiten Weltkrieg startete er bei den Olympischen Winterspielen 1948 in St. Moritz noch einmal international. Mit seinen mittlerweile 37 Jahren musste er sich jedoch als 72. im Skilanglauf und 36. in der Nordischen Kombination dem starken Teilnehmerfeld beugen und beendete nach den Spielen seine aktive Karriere.